# 37-мм авиадесантная пушка образца 1944 года
37-мм авиадесантная пушка обр. 1944 г. (ЧК-М1) — советское лёгкое противотанковое орудие с возможностью авиадесантирования, предназначенное для вооружения воздушно-десантных, механизированных и мотоциклетных частей. Эта артиллерийская система была разработана в 1941—1944 годах, и в её конструкции был применён ряд оригинальных технических решений, направленных на снижение её массы. В 1944—1945 годах пушка производилась небольшой серией и состояла на вооружении Красной, а позже и Советской армии.

## История

### Работы над лёгкими противотанковыми пушками в 1936—1942 годах
С середины 1930-х годов в СССР были развёрнуты активные работы по созданию лёгких противотанковых орудий, более мобильных и дешёвых по сравнению с 45-мм противотанковыми пушками и предназначенных для использования в тактическом звене рота-батальон. Калибр разрабатываемых орудий варьировался от 20 до 37 мм.
В 1936 году на Ковровском заводе были изготовлены два опытных образца пушки ИНЗ-10, разработанной С. В. Владимировым и М. Н. Бингом. Орудие было спроектировано под патрон 20-мм зенитной пушки обр. 1930 г. (советский вариант немецкой пушки FlaK 30) и снабжено мощным дульным тормозом с целью снижения энергии отката. Один из опытных экземпляров орудия стрелял с сошек, другой с колёс; масса орудий составляла соответственно 42 и 83 кг. В августе 1938 года ИНЗ-10 прошла полигонные испытания, в ходе которых были выявлены низкая бронепробиваемость и плохая кучность стрельбы орудия, в связи с чем все работы по нему были прекращены.
В 1937 году были проведены полигонные испытания другой 20-мм пушки, системы С. А. Коровина. Орудие было спроектировано под патрон авиационной пушки ШВАК, имело полуавтоматику, работающую по принципу отвода газов из канала ствола, и дульный тормоз. Пушка была самозарядной — для производства очередного выстрела нужно было лишь нажать на спусковой крючок; питание патронами производилось из магазина ёмкостью 5 патронов. Стреляло орудие с треноги, масса пушки в боевом положении — 47 кг. На вооружение пушка не принималась в связи с низкой бронепробиваемостью и наличием отрицательных эффектов при действии дульного тормоза (демаскирование орудия, отравление наводчика пороховыми газами).
В 1938 году была испытана изготовленная на заводе им. Калинина 25-мм пушка МЦ (43-К), конструкции Михно и Цирульникова. Пушка была самозарядной, c автоматикой по принципу «длинного хода ствола» и дульным тормозом. Стрельба велась как с треноги, так и с колёс, масса пушки в боевом положении — 108 кг. Испытания выявили недостаточную бронепробиваемость орудия, отказы автоматики и негативное воздействие работы дульного тормоза на наводчика, в связи с чем работы над пушкой были прекращены.
В 1939 году Главным артиллерийским управлением (ГАУ) был рассмотрен опытный образец 37-мм противотанковой пушки системы Шпитального. Оригинальной особенностью данного орудия было использование схемы «выката ствола», подразумевавшей производство выстрела в момент наката ствола, что снижало силу отдачи. Однако ГАУ сочло орудие с такой схемой автоматики небезопасным в обращении и постановило закрыть работы над орудием.
В 1942 году были изготовлены, а в 1943 году испытаны опытные экземпляры 25-мм противотанковой пушки ЛПП-25 разработки А. М. Сидоренко, М. Ф. Самусенко и И. И. Жукова. Конструктивно ЛПП-25 представляло собой пушку вполне традиционной конструкции на лафете с раздвижными станинами, подрессоренным колёсным ходом и щитовым прикрытием. Затвор вертикальный клиновый полуавтоматический, орудие оснащено дульным тормозом. Масса пушки в боевом положении составляла 154 кг. Стрельба велась подкалиберными снарядами, пробивающими на дистанции 100 м броню толщиной 100 мм. Орудие успешно прошло испытание, был выдан заказ на изготовление 30 пушек, однако на вооружение ЛПП-25 так и не поступила.

### Создание 37-мм авиадесантной пушки

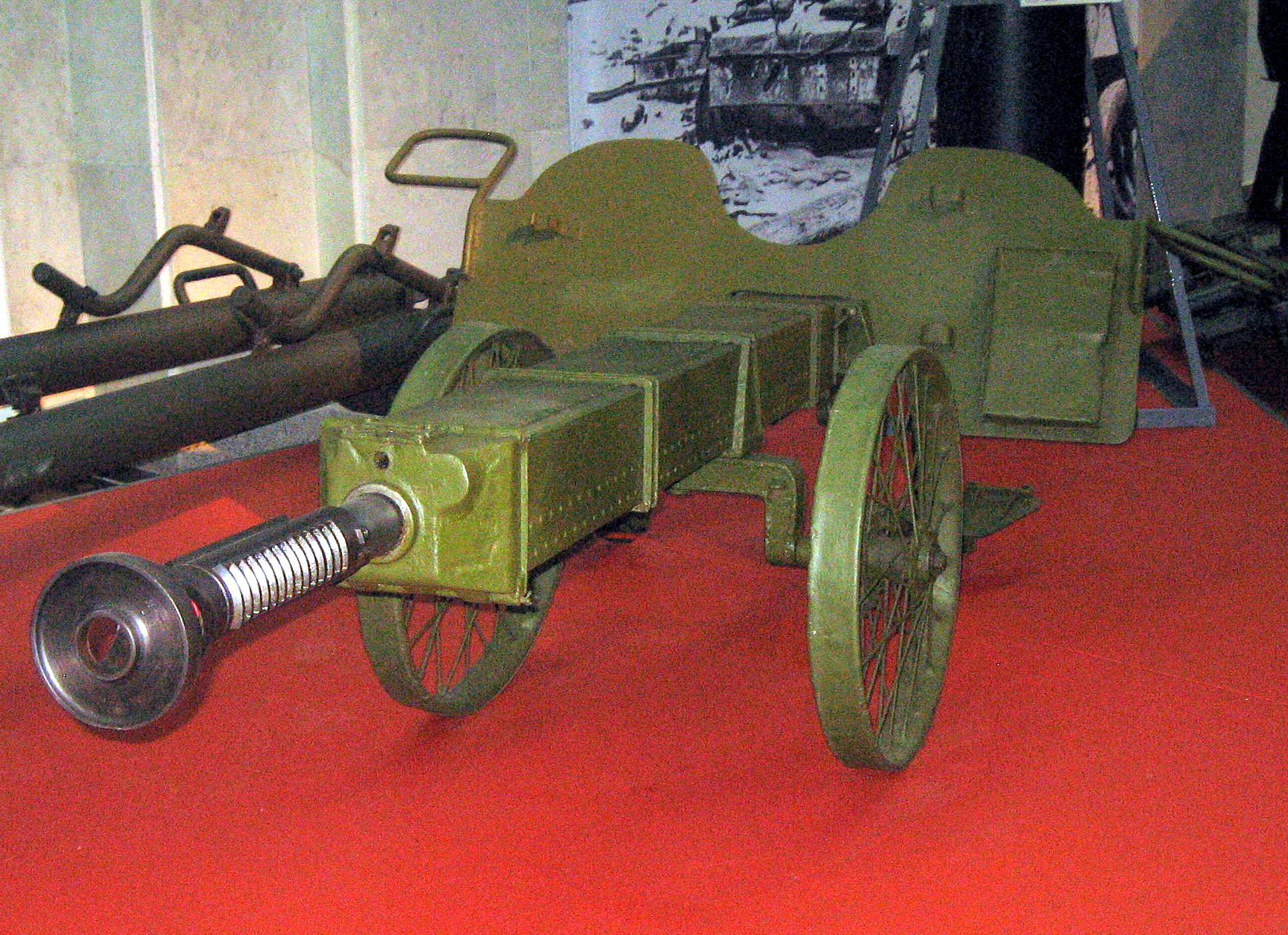
37-мм опытная пушка ЧК в Москве

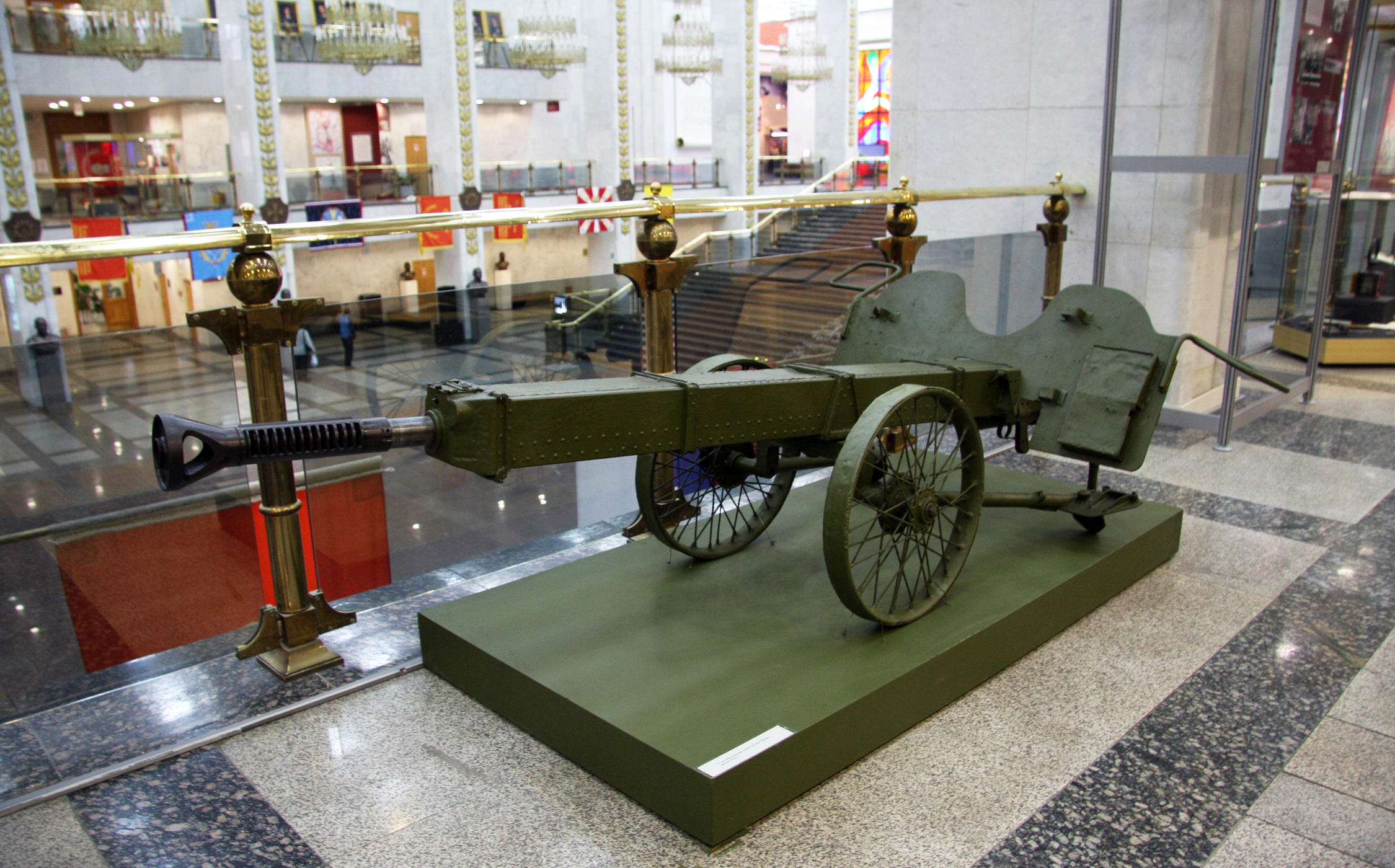
Она же в Ижевске

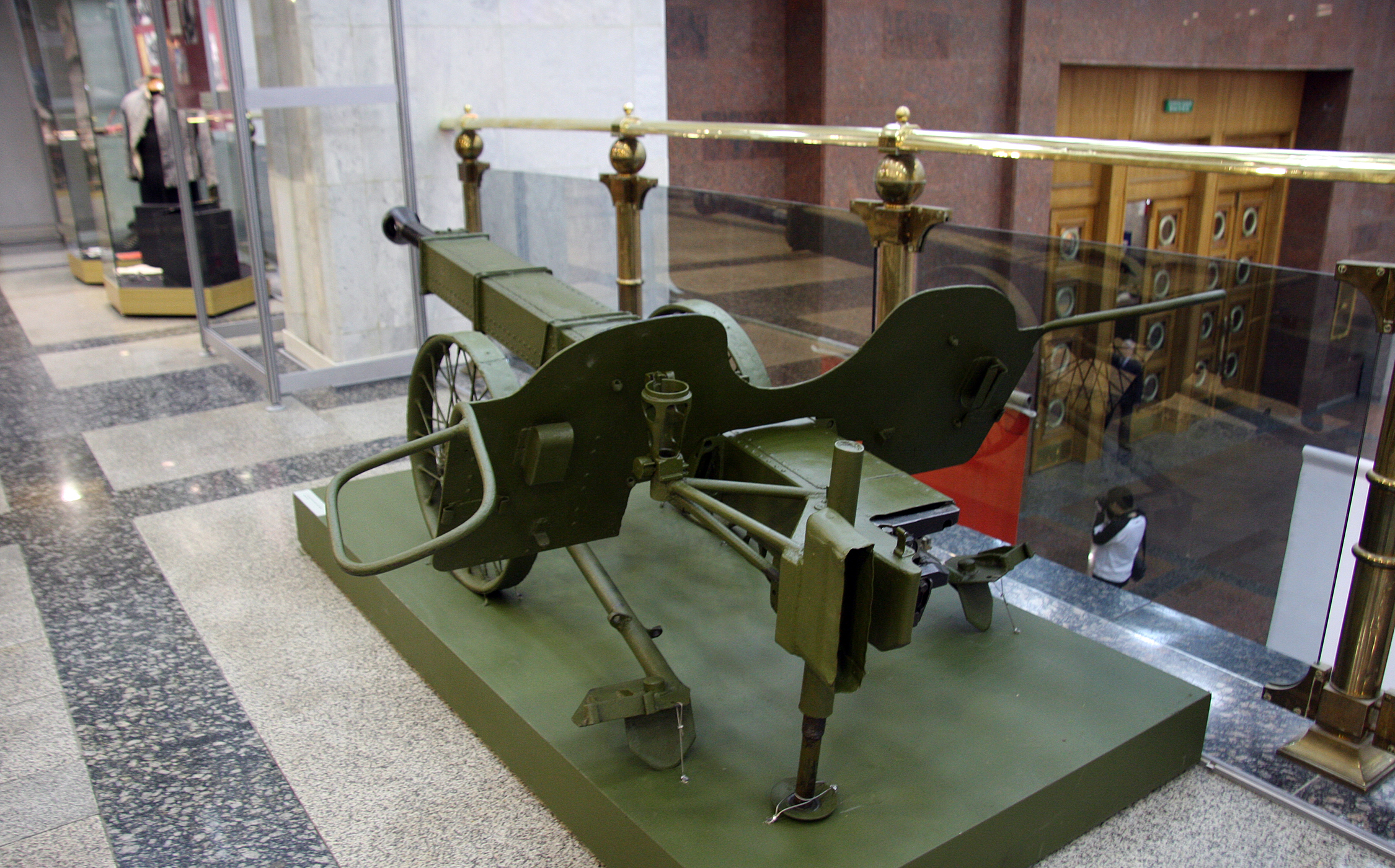
Вид сзади

Работы по созданию 37-мм авиадесантной пушки были начаты на заводе № 8 в подмосковном Калининграде не позднее весны 1941 года коллективом конструкторов в составе Е. В. Чарнко, И. А. Комарицкого и В. И. Шелкова по личному заданию И. В. Сталина. 20 июля 1941 года два опытных варианта орудия, имевших индексы ЧКШ-1 и ЧКШ-2, были поданы на полигонные испытания. Между собой орудия отличались баллистикой (ЧКШ-1 использовала выстрелы 37-мм противотанковой пушки, а ЧКШ-2 — зенитной, разница между которыми заключалась в основном в наличии проточки над закраиной у последних), а также массой в боевом положении — 117 и 138 кг соответственно. Испытания пушек на Софринском полигоне завершились неудачно — были выявлены низкая скорострельность (8-10 выстр./мин), недостаточная бронепробиваемость, плохая кучность, высокая сложность конструкции орудий, что не позволило рекомендовать орудие для серийного производства. Конструкторы не согласились с этим решением и обжаловали его, однако проведённые в сентябре 1941 года новой комиссией под руководством В. Г. Грабина повторные испытания несколько переделанного варианта ЧКШ-2 привели к тем же выводам. Было принято решение о доработке орудия.
Для доводки пушки в 1942 году было создано специальное конструкторское бюро ОКБЛ-46 под руководством Чарнко. Новый вариант пушки под индексом ЧК был подан для испытаний на Гороховецкий полигон в августе 1942 года. По сравнению с первоначальным вариантом новое орудие имело более длинный ствол и соответственно более высокую начальную скорость, иную компоновку противооткатных устройств, другую конструкцию кожуха и колёсного хода, а также было оснащено щитовым прикрытием. Испытания выявили значительное количество поломок, по причине низкого качества изготовления орудия, в связи с чем вновь было рекомендовано устранить выявленные недоработки и направить пушку на повторные испытания. Доработка орудия затянулась; было решено создать не один, а несколько различающихся опытных образцов. Под старым индексом ЧК завод № 79 в Коломне изготовил несколько орудий массой 218 кг, внешне напоминавших испытывавшийся в 1942 году вариант. Одновременно в ОКБЛ-46 было создано орудие под индексом ЧК-М1, отличавшееся от ЧК наличием кожуха круглого сечения, более мощным дульным тормозом и отсутствием тормоза отката, масса пушки снизилась до 209 кг. Кроме того, завод № 79 создал свой вариант пушки под индексом ЗИВ-2 с цилиндрическим кожухом и пружинным накатником над ним, весила эта пушка 233 кг. Все перечисленные варианты орудия весной 1944 года были направлены на полигонные испытания.
Испытания орудий проводились с 28 марта по 18 апреля. В качестве первого этапа испытаний проверялась возможность транспортировки орудий на планёрах и самолётах; в частности, орудия успешно сбрасывали с самолётов Ил-4 и Ли-2. Далее орудия испытывали пробегом и стрельбой; при этом, пушка ЗИВ-2 вышла из строя вследствие преждевременного срабатывания осколочного снаряда в канале ствола. В итоге, комиссия отдала предпочтение пушке ЧК-М1 как более простой и технологичной, удобной в эксплуатации и наиболее лёгкой. 14 июня 1944 года орудие было принято на вооружение под официальным наименованием 37-мм авиадесантная пушка обр. 1944 г., практически одновременно было принято решение о развертывании производства 37-мм подкалиберных снарядов.

### Серийное производство и служба
Серийное производство ЧК-М1 велось с июля 1944 года по июнь 1945 года сначала на заводе № 74 в Ижевске, затем на заводе № 79 в Коломне. Всего было изготовлено 472 орудия.
| Производство ЧК-М1, шт. |      |      |       |
| Завод-изготовитель      | 1944 | 1945 | Итого |
| Завод № 74 (Ижевск)     | 290  | 0    | 290   |
| Завод № 79 (Коломна)    | 25   | 157  | 182   |
| Итого                   | 315  | 157  | 472   |

37-мм авиадесантные пушки обр. 1944 г. предназначались для вооружения парашютно-десантных батальонов, мотоциклетных полков, механизированных войск (в смонтированном на автомобилях виде). С декабря 1944 года противотанковые батареи батальонов гвардейских стрелковых дивизий по штату должны были иметь две 45-мм противотанковые пушки и две 37-мм авиадесантные пушки. Информации о боевом применении орудия обнаружить не удалось.

## Описание конструкции

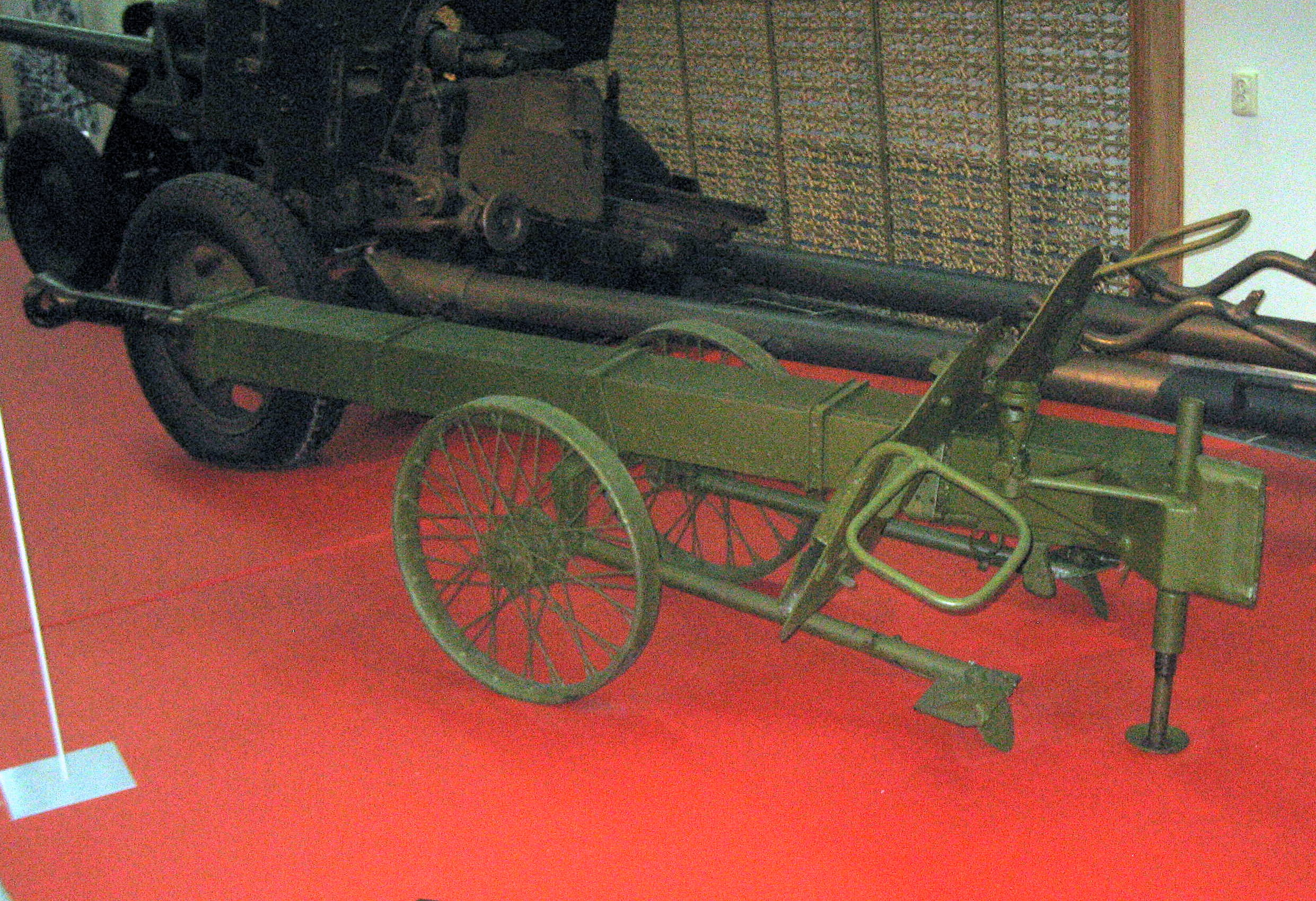
37-мм опытная пушка ЧК. Вид слева

37-мм авиадесантная пушка обр.1944 г. представляет собой лёгкую противотанковую артиллерийскую систему с уменьшенным откатом.
Внутреннее устройство ствола и баллистика орудия взяты от 37-мм автоматической зенитной пушки образца 1939 года (61-К). Ствол орудия состоит из трубы, казённика и дульного тормоза. Труба служит для направления полёта снаряда и придания ему вращательного движения, канал трубы разделяется на нарезную часть и патронник, соединяемые коническим скатом, в который при заряжании упирается ведущий поясок снаряда. Нарезная часть имеет 16 нарезов постоянной крутизны с углом наклона 6°, длина хода нарезов 30 калибров, глубина нарезов 0,45 мм, ширина нареза — 4,76 мм, ширина поля — 2,5 мм. Длина патронника — 251 мм, камора имеет объём 0,267 дм³. Мощный однокамерный дульный тормоз служит для снижения энергии отката.
Противооткатные устройства орудия, смонтированные внутри кожуха круглого сечения, построены по оригинальной схеме, представляющей собой гибрид системы двойного отката и схемы безоткатного орудия с инертной массой. При выстреле ствол орудия откатывался на 90-100 мм, а специальная деталь цилиндрической формы, выполняющая функции «инертной массы», расцепляется со стволом и откатывается назад внутри кожуха на расстояние 1050—1070 мм. Торможение инертной массы происходит за счёт трения и сжатия пружины накатника. Тормоз отката отсутствует. Щитовое прикрытие толщиной 4,5 мм, предназначенное для защиты расчёта от пуль, мелких осколков и ударной волны близкого разрыва, крепится к кожуху. Вертикальное наведение (ВН) орудия осуществляется подъёмным механизмом, горизонтальное (ГН) — плечом наводчика.

ЧК-М1, установленная на автомобиль «Виллис»

Станок двухколёсный, с раздвижными станинами, имеющими постоянные и забивные сошники. Колёсный ход подрессорен, но предназначен исключительно для перемещения орудия на местности вручную расчётом. Буксировка орудия автомобилем не допускается по причине возможного разрушения лафета. Транспортировка орудия производится в автомобилях «Виллис» и ГАЗ-64 (по одному орудию в автомобиле), а также в автомобилях «Додж» и ГАЗ-АА (по два орудия в автомобиле). Кроме того, имеется возможность транспортировки орудия на одноконной тележке или санях, а также в коляске мотоцикла «Харлей Давидсон». При необходимости орудие разбирается на три части — станок, щитовое прикрытие и качающуюся часть. Для транспортировки боеприпасов имеется специальный двухколёсный патронный ящик.
Транспортировка орудия по воздуху может осуществляться как посадочным способом, так и парашютированием. В первом случае использовались планёры А-7, Г-11 (в каждый помещалось по одной пушке с расчётом и боеприпасами) и БДП-2 (мог транспортировать две пушки с расчётами и боеприпасами), а также самолёт Ли-2 (помещалось 2 мотоцикла, пушка и 5 человек). При парашютировании мотоцикл с пушкой размещался на внешней подвеске бомбардировщика Ил-4, расчёт и патроны десантировались с самолёта Ли-2.
Расчёт орудия состоит из четырёх человек — командира, наводчика, заряжающего и подносчика. При стрельбе расчёт занимает положение лёжа. Техническая скорострельность достигает 25-30 выстрелов в минуту, но долго вести огонь со столь интенсивным темпом орудие не может вследствие опасности выхода из строя противооткатных устройств. Время перехода из походного положения в боевое составляет 80 секунд, без перевода щита в боевое положение (в походном положении щит разворачивается на 90°) — 50 секунд.

## Самоходные установки с ЧК-М1
Пушка могла устанавливаться на автомобили «Виллис» и ГАЗ-64 с помощью специальной рамы, позволяющей осуществлять горизонтальное наведение в секторе 30°. Также существовал вариант установки пушки на мотоцикл «Харлей Давидсон», причём при необходимости стрельбу можно было вести даже с ходу при условии движения по ровной дороге со скоростью не выше 10 км/ч.
В 1942 году был разработан проект авиадесантируемой самоходной артиллерийской установки с пушкой ЧК и пулемётом ДТ под названием ЧКИТ-С1. Установка имела очень небольшие габариты (высота всего 1,4 м) и массу (4 т), проектировалась на базе узлов лёгкого танка Т-70.

## Боеприпасы и баллистика

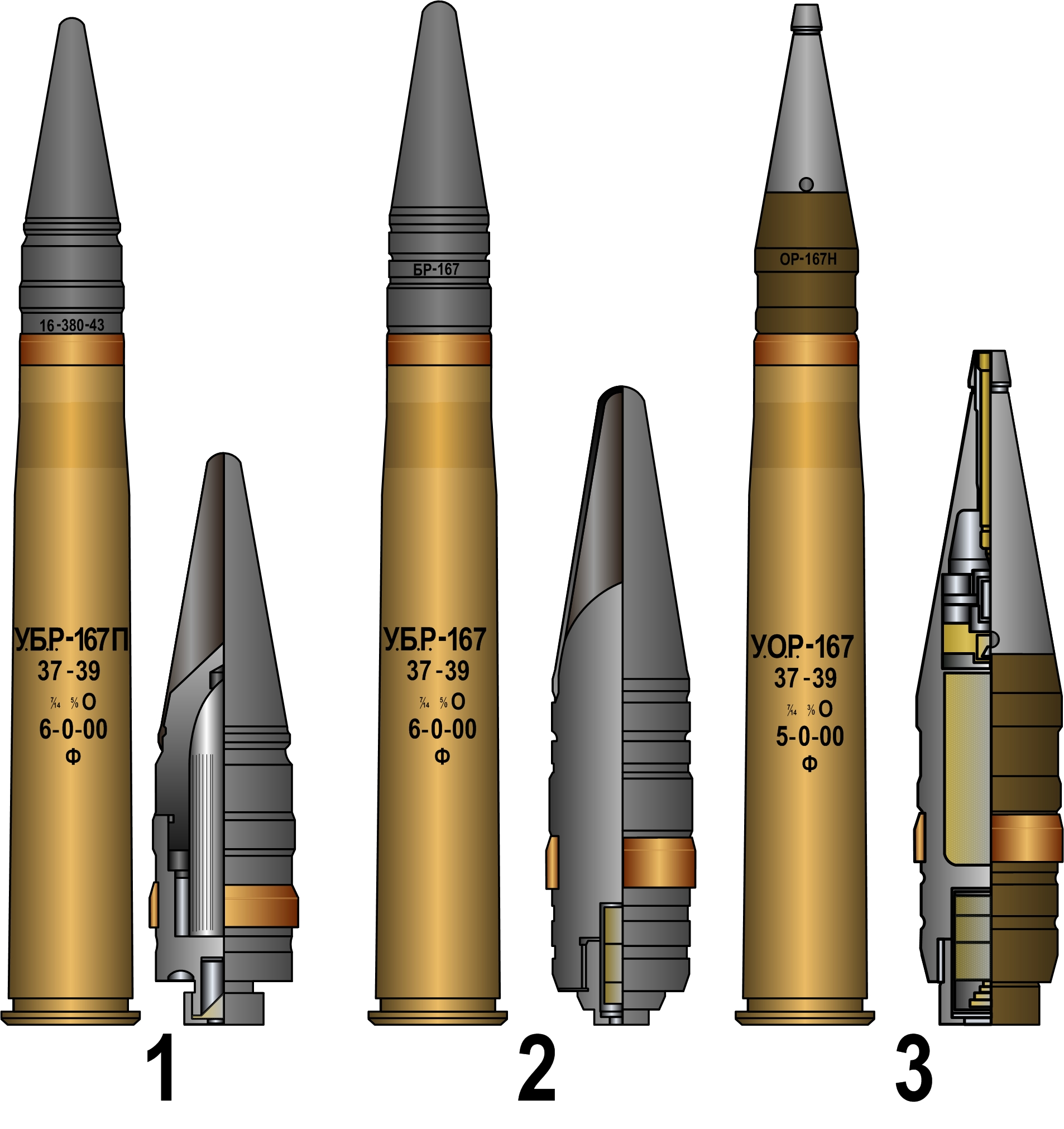
Выстрелы и снаряды к 37-мм автоматической зенитной пушке обр.1939 г.
1. Выстрел УБР-167П со снарядом БР-167П.
2. Выстрел УБР-167 со снарядом БР-167.
3. Выстрел УОР-167Н со снарядом ОР-167Н.

Выстрелы орудия комплектуются в виде унитарного патрона. Длина гильзы 252 мм, масса — 536 г. В гильзе размещён заряд из пороха марки 7/14 (для выстрелов с бронебойными снарядами также использовался порох марки 7/7): Ж-167 массой 0,205 кг либо ЖН-167 для осколочных снарядов, Ж-167 массой 0,2 или 0,21 кг для бронебойных калиберных снарядов, Ж-167П массой 0,217 кг для подкалиберных снарядов. На дне гильзы уложен воспламенитель массой 5 г в миткалёвом картузе, между стенкой гильзы и порохом вставлен флегматизатор массой 9,2 г, свёрнутый в трубку. Над зарядом уложен размеднитель в виде мотка свинцовой проволоки весом 4 г. Сверху заряд закреплён картонным кружочком, имеющим просечку в центре для обеспечения воспламенения трассёра. Выстрелы хранились в ящиках по 30 патронов. Выстрелы ЧК-М1 могли использоваться для стрельбы из 37-мм автоматической зенитной пушки 61-К, и наоборот.
Осколочно-трассирующий снаряд ОР-167 комплектуется взрывателем МГ-8 с самоликвидатором, его разрывной заряд составляет 37 грамм тротила. Бронебойно-трассирующий снаряд БР-167 сплошной (то есть он не имеет разрывного заряда) остроголовый с баллистическим наконечником. Подкалиберный бронебойно-трассирующий снаряд обтекаемой формы БР-167П специально разработан для пушки ЧК в 1943 году, выпускался с 1944 года (всего за годы войны было выпущено около 100 тысяч 37-мм подкалиберных снарядов). В ходе испытаний отмечалась удовлетворительная кучность при стрельбе бронебойными снарядами и неудовлетворительная при стрельбе осколочными.
| Номенклатура боеприпасов                                         |                 |                 |           |                         |                        |
| Тип                                                              | Индекс выстрела | Вес снаряда, кг | Вес ВВ, г | Начальная скорость, м/с | Дальность табличная, м |
| Осколочные снаряды                                               |                 |                 |           |                         |                        |
| Осколочно-трассирующая граната со взрывателем МГ-8               | УОР-167         | 0,732           | 37        | 870                     | ?                      |
| Калиберные бронебойные снаряды                                   |                 |                 |           |                         |                        |
| Остроголовый с баллистическим наконечником трассирующий сплошной | УБР-167         | 0,77            | нет       | 865                     | 1500                   |
| Подкалиберные бронебойные снаряды                                |                 |                 |           |                         |                        |
| Подкалиберный трассирующий обтекаемой формы                      | УБР-167П        | 0,62            | нет       | 955                     | 1000                   |

| Таблица бронепробиваемости для ЧК-М1 |                          |                          |
| Остроголовый калиберный сплошной бронебойный снаряд БР-167 |                          |                          |
| Дальность, м | При угле встречи 60°, мм | При угле встречи 90°, мм |
| 300 | 42                       | 50                       |
| 500 | 37                       | 46                       |
| 1000 | 30                       | 36                       |
| 1500 | 23                       | 28                       |
| Подкалиберный бронебойный снаряд обтекаемой формы БР-167П |                          |                          |
| Дальность, м | При угле встречи 60°, мм | При угле встречи 90°, мм |
| 300 | 75                       | 97                       |
| 500 | 65                       | 86                       |
| 1000 | 43                       | 57                       |
| Приведённые данные относятся к советской методике расчёта пробивной способности. Следует помнить, что показатели бронепробиваемости могут заметно различаться при использовании различных партий снарядов и различной по технологии изготовления брони. |                          |                          |

## Оценка проекта
Благодаря оригинальной конструкции противооткатных устройств, 37-мм авиадесантная пушка обр.1944 г. сочетала мощную для своего калибра баллистику зенитного орудия с небольшими габаритами и массой. Представляет интерес сравнение ЧК-М1 и 45-мм противотанковой пушки обр. 1942 г. (М-42), серийно выпускавшейся с 1942 года и находившейся по штату в тех же подразделениях, что и ЧК-М1 (противотанковых батареях батальонов гвардейских стрелковых дивизий).
| Сравнительные характеристики 37-мм авиадесантной пушки обр. 1944 г. и 45-мм противотанковой пушки обр. 1942 г. |                    |                    |
| Характеристика                                                                                                 | 37-мм обр. 1944 г. | 45-мм обр. 1942 г. |
| Калибр, мм/длина ствола, клб.                                                                                  | 37/63              | 45/68,6            |
| Масса в боевом положении, кг                                                                                   | 209                | 625                |
| Высота линии огня, мм                                                                                          | 280                | 710                |
| Скорострельность, выстр/мин.                                                                                   | 15-25              | 15-20              |
| Бронепробиваемость калиберным бронебойным снарядом под углом 90° на дистанции 500 м                            | 46                 | 59                 |
| Бронепробиваемость подкалиберным бронебойным снарядом под углом 90° на дистанции 500 м                         | 86                 | 79                 |

При близких с М-42 значениях бронепробиваемости ЧК-М1 в три раза легче и значительно меньше по габаритам (намного более низкая линия огня), что значительно облегчало перемещение орудия силами расчёта и его маскировку. В то же время, М-42 имеет и ряд преимуществ — наличие полноценного колёсного хода, позволяющего буксировать орудие автомобилем, отсутствие демаскирующего при стрельбе дульного тормоза, более эффективный осколочный снаряд и лучшее заброневое действие бронебойных снарядов.
Баллистические характеристики ЧК-М1 позволяли орудию при использовании подкалиберных снарядов уверенно пробивать бортовую броню немецких средних танков (в том числе и официально классифицировавшегося в вермахте как средний танка «Пантера»), а на близких дистанциях — бортовую броню тяжёлых танков.
| Характеристики бронирования немецкой бронетехники 1943—1945 годов |                 |              |          |       |           |
| Характеристика                                                    | StuG III Ausf.G | Pz.IV Ausf.H | Pz.V     | Pz.VI | Pz.VIB    |
| Год поступления в войска                                          | 1943            | 1943         | 1943     | 1943  | 1944      |
| Бронирование лба корпуса, мм                                      | 80              | 80           | 80 (139) | 100   | 150 (233) |
| Бронирование борта корпуса, мм                                    | 30              | 30           | 50 (58)  | 80    | 80 (88)   |

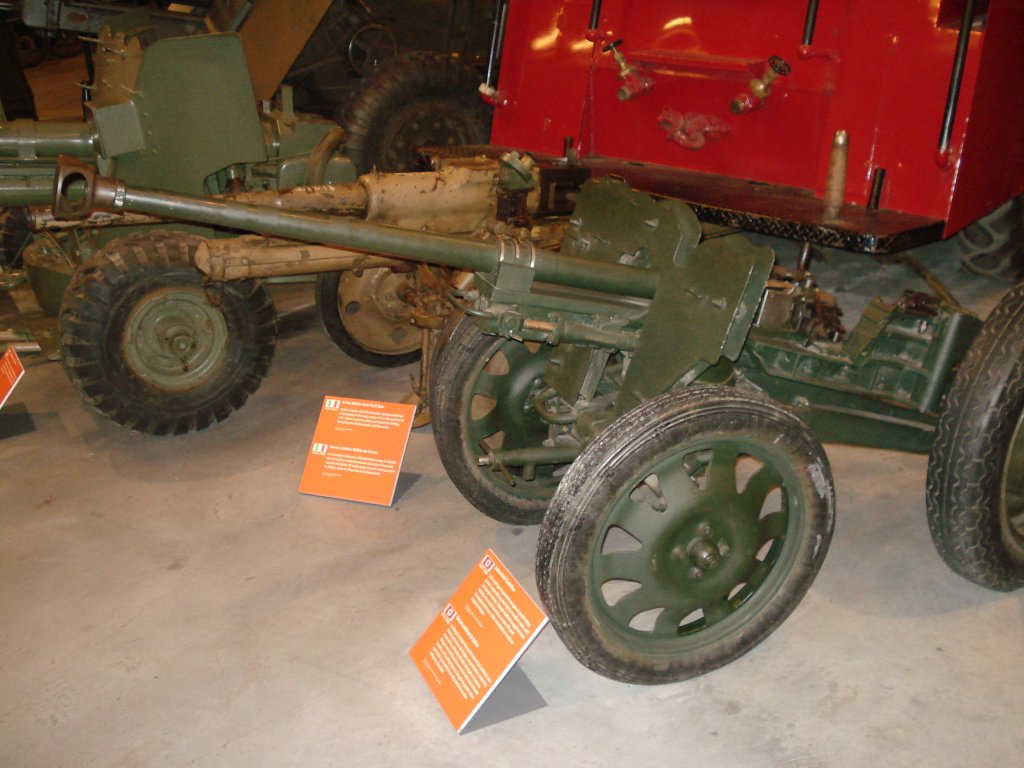
28/20-мм противотанковое орудие s.Pz.B.41

Сравнение ЧК-М1 с иностранными аналогами затруднено вследствие отсутствия близких по калибру и назначению орудий. Широко распространённые в мире в 1930-х годах 37-мм противотанковые пушки к 1944 году сошли со сцены, будучи заменены более мощными орудиями. В некоторой степени аналогом ЧК-М1 является немецкое 28/20-мм противотанковое орудие s.Pz.B.41 с коническим каналом ствола, одна из модификаций которого была предназначена для парашютных частей и имела облегчённый лафет; производство данного орудия было прекращено в 1943 году, но выпущенные пушки продолжали использоваться до конца войны. По сравнению с ЧК-М1 немецкая пушка несколько более лёгкая (139 кг) и имеет неограниченное горизонтальное наведение за счёт треножного станка. В то же время, советское орудие имеет лучшую бронепробиваемость, лучшее заброневое действие бронебойных снарядов и гораздо более эффективный осколочный снаряд.
Представляет интерес сравнение ЧК-М1 с выполняющими аналогичные функции лёгкими безоткатными орудиями. Немецкое 75-мм лёгкое безоткатное орудие L.G.40 имело массу в боевом положении 145 кг, имело кумулятивный снаряд с независящей от дальности стрельбы бронепробиваемостью 90 мм, а также намного более эффективный осколочно-фугасный снаряд. Американское 57-мм безоткатное орудие М18 массой всего 22 кг, принятое на вооружение в 1944 году, допускало возможность ведения огня с плеча стрелка, имея богатый ассортимент боеприпасов, включающий кумулятивный снаряд с бронепробиваемостью до 70 мм, осколочный снаряд, дымовой снаряд и картечь. Преимуществом ЧК-М1 по сравнению с любыми артиллерийскими системами безоткатного типа являлась гораздо меньшая её демаскировка при выстреле, поскольку выходящие из сопла последних пороховые газы поднимают в воздух очень большое количество пыли. Кроме того, недостатком безоткатных орудий является наличие протяжённой (до 50 м) зоны за орудием, подверженной воздействию исходящих пороховых газов, что накладывает существенные ограничения на размещение орудия.

## Сохранившиеся экземпляры
Опытный образец пушки ЧК изготовления конца 1943 — начала 1944 года экспонируется в Центральном музее Великой Отечественной войны в Москве.

### Сноски
1. ↑  Также в наличии кольцевого углубления на дне гильзы для удержания патронов в обойме и в номенклатуре снарядов.
2. ↑  Броневые листы лба и бортов корпуса танков Pz.V «Пантера» и Pz.VI «Тигр II» расположены под существенными углами наклона, что увеличивает их эффективную толщину. В связи с этим, в скобках приведена эффективная толщина брони.